# Сіблі (Іллінойс)
Сіблі (англ. Sibley) — селище (англ. village) в США, в окрузі Форд штату Іллінойс. Населення — 288 осіб (2020).

## Географія
Сіблі розташоване за координатами 40°35′15″ пн. ш. 88°22′42″ зх. д. / 40.58750° пн. ш. 88.37833° зх. д. (40.587623, -88.378217).  За даними Бюро перепису населення США в 2010 році селище мало площу 1,36 км², з яких 1,32 км² — суходіл та 0,03 км² — водойми.

## Демографія
Згідно з переписом 2010 року, у селищі мешкали 272 особи в 129 домогосподарствах у складі 78 родин. Густота населення становила 200 осіб/км².  Було 149 помешкань (110/км²).
Расовий склад населення:
| - 98,5 % — білих - 0,7 % — корінних американців |

До двох чи більше рас належало 0,4 %. Частка іспаномовних становила 1,5 % від усіх жителів.
За віковим діапазоном населення розподілялося таким чином: 18,0 % — особи молодші 18 років, 58,5 % — особи у віці 18—64 років, 23,5 % — особи у віці 65 років та старші. Медіана віку мешканця становила 49,7 року. На 100 осіб жіночої статі у селищі припадало 104,5 чоловіків;  на 100 жінок у віці від 18 років та старших — 100,9 чоловіків також старших 18 років.
Середній дохід на одне домашнє господарство  становив 47 855 доларів США (медіана — 39 750), а середній дохід на одну сім'ю — 56 412 долари (медіана — 47 500). Медіана доходів становила 41 964 долари для чоловіків та 28 750 доларів для жінок. За межею бідності перебувало 18,0 % осіб, у тому числі 27,6 % дітей у віці до 18 років та 7,5 % осіб у віці 65 років та старших.
Цивільне працевлаштоване населення становило 176 осіб. Основні галузі зайнятості: роздрібна торгівля — 23,3 %, освіта, охорона здоров'я та соціальна допомога — 18,8 %, виробництво — 17,6 %.